# Списак српских велемајстора
Ово је списак српских велемајстора у шаху. На списковима су у заградама дати рејтинзи за стандардне шаховске партије свих српских играча и играчица према Ело рејтинг систем (ажурирано у јуну 2024).

## Мушкарци
Према рејтинг-листи међународне шаховске федерације ФИДЕ од фебруара 2025. године, у Србији има 55 велемајсторa, од којих је 45 активних и 10 неактивних. Три активна српска велемајстора регистрована су у Шаховском савезу Босне и Херцеговине и један у Шаховском савезу Турске. У Црној Гори има седам активних велемајстора.

### Активни велемајстори
1. Алексеј Сарана (2672)
2. Александар Инђић (2650)
3. Александар Предке (2630)
4. Велимир Ивић (2622)
5. Роберт Маркуш (2595)
6. Иван Иванишевић (2542)
7. Лука Будисављевић (2502)
8. Игор Миладиновић (2501)
9. Милош Перуновић (2498)
10. Душан Поповић (2494)
11. Алија Муратовић (2481)
12. Бобан Богосављевић (2481)
13. Никола Седлак (2460)
14. Никола Несторовић (2451)
15. Александар Ковачевић (2447)
16. Миша Пап (2447)
17. Милош Рогановић (2438)
18. Михаил Брјакин (2427)
19. Вјачеслав Тиличејев (2426)
20. Миодраг Р. Савић (2426)
21. Мирослав Миљковић (2419)
22. Данило Милановић (2418)
23. Суат Аталик (2410)
24. Бранко Тадић (2403)
25. Михајло Стојановић (2398)
26. Милан Зајић (2395)
27. Славиша Брењо (2387)
28. Бранко Дамљановић (2374)
29. Дејан Антић (2371)
30. Алекса Стриковић (2371)
31. Драган Барлов (2345)
32. Борко Лајтхајм (2330)
33. Дејан Пикула (2305)
34. Мирослав Марковић (2287)
35. Ненад Ристић (2282)
36. Горан М. Тодоровић (2280)
37. Мирољуб Лазић (2274)
38. Горан Чабрило (2272)
39. Синиша Дражић (2270)
40. Горан А. Косановић (2265)
41. Златко Илинчић (2251)
42. Михаил М. Иванов (2240)
43. Душан Рајковић (2239)
44. Стефан Ђурић (2205)
45. Владимир Г. Костић (2194)

#### Српски велемајстори из Турске
- Драган Шолак (2591)

### Неактивни велемајстори
- Љубомир Љубојевић (2571)
- Бојан Вучковић (2554)
- Вељко Јеремић (2500)
- Милоје Ратковић (2489)
- Славољуб Марјановић (2462)
- Петар Поповић (2431)
- Милош Павловић (2402)
- Миодраг Тодорчевић (2395)
- Владимир Раичевић (2372)
- Милан Вукић  (2341)

### Велемајстори из Босне и Херцеговине
1. Борки Предојевић (2563)
2. Предраг Николић (2538)
3. Далибор Стојановић (2449)

### Велемајстори из Црне Горе
1. Никола Ђукић (2500)
2. Лука Драшковић (2481)
3. Драгиша Благојевић (2437)
4. Драган Косић (2382)
5. Божидар Ивановић (2371)
6. Небојша Никчевић (2344)
7. Милан Драшко (2332)

### Преминули велемајстори
- Бошко Абрамовић (1951 — 2021)
- Драгољуб Велимировић (1942 — 2014)
- Светозар Глигорић (1923 — 2012)
- Бора Ивков (1933 — 2022)
- Драгољуб Јаношевић (1923 — 1993)
- Милорад Кнежевић (1936 — 2005)
- Бора Костић (1887 — 1963)
- Рудолф Марић (1927 — 1990)
- Слободан Мартиновић (1945 — 2015)
- Александар Матановић  (1930 — 2023)
- Милан Матуловић (1933 — 2013)
- Борислав Милић (1925 — 1986)
- Драгољуб Минић (1936 — 2005)
- Станимир Николић (1935 — 2021)
- Предраг Остојић (1938 — 1996)
- Драган Пауновић (1961 — 2016)
- Радослав Симић (1948 — 2020)
- Мирослав Тошић (1960 — 2019)
- Предраг Трајковић (1970 — 2019)
- Петар Трифуновић (1910 — 1980)
- Драгољуб Ћирић (1935 — 2014)
- Драгутин Шаховић (1940 — 2005)

## Жене
Према рејтинг-листи међународне шаховске федерације ФИДЕ, од фебруара 2025. године, у Србији има 19 женских велемајстора, од којих је 13 активних и 6 неактивних.

### Активни женски велемајстори
1. Теодора Ињац (2454)
2. Јована Војиновић Рапорт (2318)
3. Јорданка Белић (2270)
4. Марија Манакова (2253)
5. Марина Гајчин (2235)
6. Јована Ерић (2184)
7. Тијана Мандура (2176)
8. Емилија Џингарова (2140)
9. Ирина Чeлушкина (2134)
10. Светлана Прудњикова (2117)
11. Ана Бендераћ (2084)
12. Александра Димитријевић (2081)
13. Сузана Максимовић (2044)

### Неактивни женски велемајстори
- Алиса Марић (2387)
- Наташа Бојковић (2363)
- Мирјана Марић (2263)
- Анђелија Стојановић (2234)
- Сања Вуксановић (2160)
- Хенријета Конарковска-Соколов (2040)

### Преминули женски велемајстори
- Катарина Јовановић Благојевић (1943 — 2021)
- Милунка Лазаревић (1932 — 2018)
- Верица Недељковић (1929 — 2023)

## Велемајстори Проблемског шаха

### Активни велемајстори Проблемског шаха
1. Марјан Ковачевић - композиција (од 2007, ФИДЕ Албум 142,3), решавање (од 1988, рејтинг 2554)
2. Миодраг Младеновић - композиција (од 2007, ФИДЕ Албум 88,17), решавање(од 2008, 2555)
3. Бојан Вучковић - решавање (од 2008, 2660)
4. Владимир Подинић - решавање (од 2009, 2525)
5. Драган Стојнић - композиција (од 2020)

### Неактивни велемајстори Проблемског шаха
- Милан Велимировић (1952 — 2013) - композиција (од 2010, ФИДЕ Албум 83,17), решавање (од 1984, рејтинг 2519)
- Милан Вукчевић (1937 — 2003) - композиција (од 1988, ФИДЕ Албум 162,67).